# Забороччя (Мудрич)
Забороччя (Мудрич) — річка в Україні, в Олевському районі Житомирської області. Права притока Уборті (басейн Прип'яті).

## Опис
Довжина річки 15 км. Висота витоку річки над рівнем моря — 188 м; висота гирла над рівнем моря — 179 м; падіння річки — 9 м; похил річки — 0,6 м/км. Формується з багатьох безіменних струмків. Площа басейну 64,2 км².

## Розташування
Забороччя (Мудрич) бере початок на південній околиці села Забороче. Спочатку тече на південний захід, а потім на північний захід. На південному заході від села Рудня-Бистра впадає в річку Уборть, притоку Прип'яті.
У словнику гідронімів України вказана як ліва притока Мутвиці.